# Cantate du Fleuve Jaune
La Cantate du fleuve jaune (en chinois : 黄河大合唱 ; en pinyin : Huánghé Dàhéchàng) est une cantate pour chœur et orchestre symphonique du compositeur chinois Xian Xinghai (1905-1945). Composée à Yan'an en mars-avril 1939 pendant la deuxième guerre sino-japonaise, l'œuvre s'inspire d'un poème patriotique de Guang Weiran, qui a également été adapté en paroles dans la cantate. Créée le 13 avril de la même année dans la salle Shanbei Gongxue de Yan'an (avec la présence de Mao Zedong) l'œuvre s'est rapidement répandue dans toute la Chine.

## Historique
Pendant la seconde guerre sino-japonaise, la ville chinoise de Wuhan tomba aux mains des envahisseurs japonais en novembre 1938. Le poète Guang Weiran dirigea alors la 3e escouade de la « Troupe anti-ennemi » du côté chinois du fleuve Jaune, près de la cascade de Hukou, et vers l'est jusqu'au quartier général communiste anti-japonais dans les montagnes de Lüliang. Au cours de son voyage, il vit des bateliers locaux se battre contre les éléments (violents coups de vent et vagues torrentielles), et s'inspira de leurs chants qui soutenaient son moral.
En janvier 1939, à son arrivée à Yan'an, Guang écrivit le poème patriotique Fleuve Jaune et le récita pendant la célébration du Nouvel An chinois. Le poème évoque l'oppression du peuple chinois sous les japonais et appelait tous les chinois à prendre les armes pour défendre la nation. Xian Xinghai, qui reçut une partie de son éducation musicale à Paris avec Vincent d'Indy puis au Conservatoire de Paris (dans la classe de Paul Dukas), retourna en Chine en 1935. Il était également présent à la récitation de Guang, ce qui l'inspira pour écrire une cantate basée sur ce poème.
Selon un récit de la fille de Xian, il commença à travailler sur la composition le 26 mars (1939), et ne mit que quatre jours pour achever les huit mouvements. Cependant, il n'était pas satisfait des deuxième et sixième mouvements, qu'il lui fallut deux jours de plus pour modifier. Deux semaines plus tard, la cantate fut créée dans la salle Shanbei Gongxue à Yan'an, interprétée par un chœur de quarante personnes et un orchestre primitif dirigé par Wu Xiling. L'œuvre s'est rapidement répandue dans de nombreuses régions de Chine pour inciter ses auditeurs à participer à la guerre anti-japonaise.

## Mouvements
Selon le chercheur Xiangtang Hong, le journal intime du compositeur comportait ces noms de mouvements originels:
1. Chant des bateliers du fleuve Jaune (chœur mixte)
2. Ode au fleuve jaune (solo masculin)
3. L'eau du fleuve Jaune descend du ciel (récitatif)
4. Ballade de l'eau jaune (Unison)
5. Dialogue musical sur les rives du fleuve (duo)
6. Lamentation du fleuve Jaune (solo féminin)
7. Défendez le fleuve Jaune (Canon)
8. Rugissement ! Fleuve Jaune (Chœur mixte)

## Versions
Il existe (en 2020) six versions officielles de la Cantate:
1. 1939, à Yanan, par Xian Xinghai
2. 1941, Moscou, Xian Xinghai
3. 1946, États-Unis, Wallingford Riegger
4. 1955, Shanghai, Li Huanzhi
5. 1975, Pékin, Yan Liangkun
6. 2005, Hongkong, Carmen Koon

Sur les six version, seule la version de Carmen Koon (2005) est encore disponible dans le commerce d'édition. La partition est aussi disponible sur IMSLP, mais n'est pas libre d'utilisation dans tous les pays (2020).

## Influence
La cantate du fleuve Jaune a jeté les bases pour la composition de grandes fresques vocales contemporaines chinoises. À la fin des années 1960, elle fut adaptée en un concerto pour piano intitulé le Concerto du fleuve Jaune par la pianiste Yin Chengzong.

## Controverses
La Cantate du Fleuve Jaune étant un tel symbole national pour la Chine et le parti communiste au pouvoir, il est risqué d'en tenter une quelconque parodie ou transformation, sur le territoire chinois. 
En 2018, une entreprise du Sichuan a dû s'acquitter d'une amende pour avoir créé et diffusé une parodie d'un chant tiré de la Cantate du Fleuve Jaune. La vidéo de l'entreprise montrait des employés coiffés de bonnets à tête de panda se plaignant en chanson du retard de paiement des primes de fin d'année.
L'Agence étatique de la presse, de la publication, de la radio, du cinéma et de la télévision (SAPPRFT) (régulateur des médias en Chine) a publié le 22 mars 2018 une directive interdisant aux sites internet de « modifier, doubler, ou ajouter des sous-titres aux œuvres classiques et aux émissions de radio et de télévision, ainsi qu'aux programmes audio-visuels sur internet ».

## Enregistremnts
Parmi ses enregistrements notables, on citera:
- XIAN: Yellow River Cantata and Other Choral Works, avec l'Orchestre Philharmonique de Shanghai (Dir. Cao Ding) janvier 1993[3]